# مغامرة (فلم 1945)
مغامرة (بالإنجليزية: Adventure) فيلم دراما أمريكي إنتاج عام 1945، من إخراج فيكتور فليمنغ، وبطولة كلارك غيبل، وقصة الفيلم مقتبسة عن رواية كلايد بريون ديفيس.

## القصة
زير النساء الفظ التاجر البحرى هارى باترسون، وهو أيضا قائدا لطاقم من السكارى غريبى الأطوار، يتعرض لقذيفة طوربيد يابانى كادت تودى بحياته، مما جهلة أكثر تهورا غير عابئ بالحياة، وفي سان فرانسيسكو يصطدم هارى مع أمينة المكتبة الأكثر رقيا، إيميلى سيرس، ولايستطيع الكف عن مشاكستها، بسبب جاذبيتها، التي أوقعته في حبها، وإنفعلت إيميلى به، ووقعت في حبه، ورغم هذا الإعجاب والحب المتبادل، لم يستطع أي منهما الكف عن التشاحن، بسبب طبيعتهما التجادلية، وتبع غضبهما وجدالهما العنيف، زيارة مفاجأة إلى رينو لتحقيق زواجا سريعا، أدى إلى وصول اختلاف قيمهم الفكرية والفلسفية إلى الذروة، ويبدو ان العلاقة الغير متطابقة، محكوم عليها بالفشل، وانتهت إلى مأساة عميقة.

## روابط خارجية
- مقالات تستعمل روابط فنية بلا صلة مع ويكي بيانات